# Camponotus dracocephalus
Camponotus dracocephalus é uma espécie de inseto do gênero Camponotus, pertencente à família Formicidae.